# Testament des Ursus Particiacus

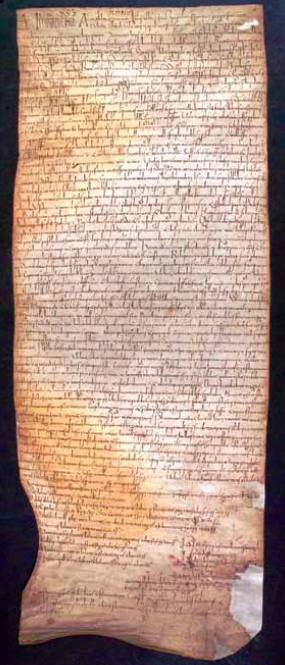
Abschrift des Testaments von 853, Staatsarchiv Padua, Demanio, b. 58, fasc. b, n. 28. Sie stammt aus dem 12. Jahrhundert.

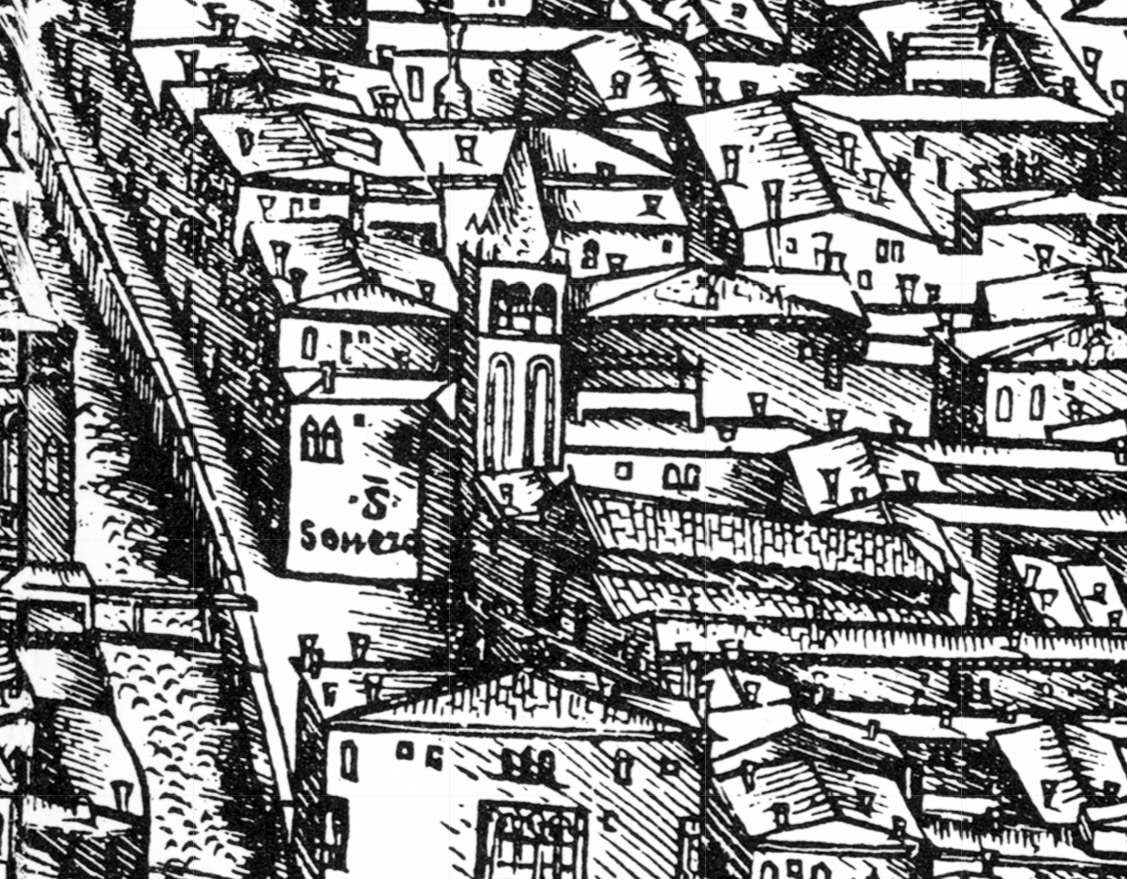
Plan des Jacopo de’ Barbari, um 1500: Zu sehen sind im Vordergrund der Palazzo Priuli all’Osmarin sowie die im 19. Jahrhundert zerstörte Kirche San Severo.

Das Testament des Ursus Particiacus ist ein nicht im Original erhaltenes Dokument vom Februar 853, das in mehreren Abschriften überliefert ist. Darin hinterließ der venezianische Bischof von Castello (Olivolo) und kurzzeitige Doge Ursus Particiacus seiner Kirche umfangreiche Legate. Auch entstand ein Frauenkloster bei San Lorenzo, das er seiner Schwester Romana („Romana soror mea“, wie es in der Abschrift explizit heißt), Äbtissin von San Zaccaria, zum Nießbrauch überließ. Das Kloster sollte frei von Abgaben und Leistungen sein. Einen Teil seines Vermögens hinterließ der Doge für die Restaurierung seiner Amtskirche. Dabei handelte es sich um 300 Libra Silber. Das Testament erwähnt erstmals Pfeffer, denn das Kloster Sant’Ilario erhielt einen „sacco de pipere“, dazu einen weiteren Sack anderer Gewürze. Die Kirche San Severo sollte für immer San Lorenzo unterstellt sein. 
Diese Passage galt schon länger als verdächtig, denn es handelt sich möglicherweise um eine Interpolation. Der historische Wert des Testaments ist daher umstritten. Die erste Abschrift, die während einer langwierigen Auseinandersetzung zwischen San Lorenzo und San Severo entstand, enthält, so Marco Pozza, Interpolationen, wenn sie nicht insgesamt eine Fälschung darstellt.

## Abschriften
Das Original des Schreibers Costantino ist nicht erhalten, es existieren letztlich nur zwei bedeutende Abschriften. Die eine ist eine nicht-venezianische Abschrift einer Urkunde, die wiederum ins 10. bzw. in die erste Hälfte des 11. Jahrhunderts datiert wurde. Sie liegt in Padua, im dortigen Staatsarchiv. Eine zweite Kopie entstand nach 1214, als der Streit zwischen den Klöstern erneut ausbrach. Sie enthält ähnliche Lücken, aber auch leichte sprachliche Überarbeitungen. Die späteren Abschriften des 14. und 15. Jahrhunderts gehen auf diese beiden Vorlagen zurück.

## Fälschungsdiskussion
Schon seit fast einem Jahrhundert sammelten sich verschiedene Indizien, die für eine Fälschung sprachen. Roberto Cessi glaubte 1940, dass die Unterschrift des Patriarchen Helias (Patriarch von 571–586) unter den Zeugen der Urkunde eine Interpolation sei; Franco Gaeta misstraute der Bestimmung des Erben zu San Severo, die doch allzu genau den Interessen der Schwester und vor allem ihrer Rechtsnachfolger entsprach. Silvia Carraro bestätigte diese Vermutungen und fügte hinzu, dass auch die Titulatur des Dogen Pietro wohl eher später hinzugefügt worden sei. 
Marco Pozza ergänzte weitere Argumente, die gegen eine genaue Abschrift des ursprünglichen Testamentes sprechen. Schon die doppelte Eingangsformel (invocatio) spricht für Übernahmen aus älteren Privilegien und dem im Original überlieferten Testament des Dogen Giustiniano Particiaco von 829, sowie aus dem Privileg für San Servolo von 819: „In nomine domini Dei et salvatoris nostri Iesu Christi“ und „In nomine domini Dei eterni“. Ähnlich formulierte man in der Kanzlei des Dogen. Auch war es überaus ungewöhnlich, doppelt zu datieren, nämlich einmal nach der christlichen Zeitrechnung, dann nach den Herrschaftsjahren der byzantinischen Kaiser. Auch scheint die Datierung nach dem Pisaner Stil (Calculus Pisanus) doch deutlich verfrüht. Abgesehen von zwei frühen Fällen des 1. Jahrzehnts des 10. Jahrhunderts erscheint diese Datierung nämlich erst regelmäßig gegen Ende des Jahrhunderts, um 1037/38 vom Venezianischen Stil abgelöst zu werden, dem More Veneto. In Padua wurde die christliche Datierung erst zur Zeit Heinrichs IV. üblich. Aufgrund dessen vermutet Pozza, die überlieferte Abschrift des Bischofstestaments stamme frühestens aus dieser Epoche. 
Ein weiteres Indiz spricht für ein Falsifikat, nämlich die aufgeführten zehn Zeugen, von denen sieben für ein gültiges Testament vonnöten waren. Denn mehrere der Zeugenschaften sind problematisch, so etwa die des Dogen Pietro Tradonico, der als ‚Konsul‘ erscheint, obwohl er nicht den ebenfalls gleichbedeutenden griechischen Titel eines hypatos (ipato) trug, sondern seit 840/41 den eines spatarius, eines Schwertträgers. Allerdings könnte dieser Irrtum auch auf den ursprünglichen Schreiber zurückgehen. Der unterzeichnende Patriarch jedoch müsste, soweit aus einem päpstlichen Brief bekannt, nicht Helias, sondern Victor sein, abgesehen davon, dass jener Helias im 6. Jahrhundert lebte, nicht im 9. Jahrhundert. 
Auch die folgende Formel deutet auf ein Unverstehen hin, wenn es heißt „cum successoribus meis commune consensu“. Die übertrieben ungelenke, gleichsam erkennbar eigenhändige Unterschrift, die stark vom sonstigen Duktus abweicht, deutet auch in diesem Falle auf eine Manipulationsabsicht hin. Während die Unterschrift des Tribuns Deusdedit unproblematisch ist, lässt sich der Priester Vitaliano nicht einordnen. Dabei fehlen zwei der zehn Zeugen in der notitia testium. All diese Mängel wurden in die zweite Kopie übernommen. 
So sah schon der Kopist des 12. Jahrhunderts keinen Anlass, an der Urkunde etwas zu ändern, vielleicht, weil er sie als präzise Abschrift des Originals betrachtete. Dies, obwohl seine Ausführung auf vertiefte Kenntnisse im Kanzleiwesen und der dort gängigen Schrift hinweist. 
So könnte sich am Ende auch der sehr frühe Pfeffer als Rückprojektion des 11./12. Jahrhunderts in die Mitte des 9. Jahrhunderts erweisen.

## Editionen
- Andrea Gloria (Hrsg.): Codice diplomatico Padovano I, Venedig 1877, n. 11, S. 22–25. (Digitalisat)
- Roberto Cessi (Hrsg.): Documenti relativi alla storia di Venezia anteriori al Mille, 2 Bde., Padua 1940 und 1942 (ND Venedig 1991), Bd. 1, S. 114–118 (ausdrücklich basierend auf Gloria). (Digitalisat, Bd. 1, S. 114 f.)
- Franco Gaeta: S. Lorenzo (853-1199) (=Fonti per la Storia di Venezia, 2), Venedig 1959, n. I, S. 5–11.
- 853 febbraio, [Rialto], Documenti Veneziani: Venezia 5, Centro Interuniversitario per la Storia e l’Archeologia dell’Alto Medioevo (Sammlung von 36 bedeutenden Dokumenten zur Geschichte Venedigs im Frühmittelalter aus den Jahren 800 – 1000)